# Шурала (станция)
Шурала́ — станция Свердловской железной дороги на линии Нижний Тагил — Екатеринбург. Расположена в посёлке Шурала Невьянского района Свердловской области.
Входит в Нижнетагильский центр организации работы железнодорожных станций ДЦС-4 Свердловской дирекции управления движением. По объёму работы станция отнесена к 5 классу.
От станции есть ответвление на тупиковую грузовую станцию Ежёвую, расположенную в Кировграде.
На станции две пассажирские платформы: боковая (со стороны посёлка) — на нижнетагильском направлении, островная — на екатеринбургском.

## Название
Станция получила своё название от старинного села Шурала, расположенного в 2,5 км к северо-западу от станции. В свою очередь, соответствующее название станции получил пристанционный посёлок Шурала.

## Пассажирское сообщение
Пассажирское сообщение по станции Шурала представлено пригородными электропоездами, курсирующими на участке Екатеринбург-Пассажирский — Нижний Тагил, за исключением поездов «Ласточка»/«Финист». В отдельное время курсируют маршруты до станций Керамик, Камышлов и Каменск-Уральский.
Ранее со станции Шурала существовало пассажирское сообщение со станцией Ежёвой.